# Piotr Piekarski
Piotr Piekarski (Polonia, 10 de abril de 1964) es un atleta polaco retirado especializado en la prueba de 800 m, en la que ha conseguido ser medallista de bronce europeo en 1990.

## Carrera deportiva
En el Campeonato Europeo de Atletismo de 1990 ganó la medalla de bronce en los 800 metros, con un tiempo de 1:45.76 segundos, llegando a meta tras los atletas británico Tom McKean y David Sharpe (plata).